# بازی مرگ ۲
بازی مرگ ۲ (به انگلیسی: Game of Death II) فیلمی است به کارگردانی نگ سی-یوئن و بازیگری بروس لی که بعد از مرگ بروس لی در سال۱۹۸۱ با استفاده از سکانس‌های قبلی و نیز بدل‌کار ساخته شد.

## خلاصه داستان
بعد از مرگ بیلی لو، برادرش بابی به کره جنوبی می‌رود و در یک محفل زیرزمینی به دنبال قاتلین برادرش می‌گردد تا انتقام بگیرد.

## بازیگران
- بروس لی در نقش بیلی لو دوبله سیما منوچهر والی زاده موسسه ی  چنگیز جلیلوند
- کیم تای-چونگ در نقش بابی لو دوبله سیما افشین زینوزی
- هوانگ جانگ-لی در نقش چین کو  دوبله سیما پرویز ربیعی
- روی چیائو
- روی هوران
- کاسانووا وانگ
- هویی سانگ لی
- چیانگ وینگ فات
- یوئن بیائو
- بلو یانگ
- هو لی یان
- تو وی وو
- میراندا اوستین
- تایگر یانگ